# Panaque nigrolineatus
Panaque nigrolineatus är en fiskart som först beskrevs av Peters, 1877.  Panaque nigrolineatus ingår i släktet Panaque och familjen Loricariidae. Inga underarter finns listade i Catalogue of Life.